# 司马叔璠
司马叔璠（？—？），一名播，河内郡温县（今河南省焦作市温县）人，安平献王司马孚的后裔，河间王司马昙之之子，东晋宗室，东晋、南燕、后秦、北魏官员，三祖司马氏冠军房始祖。

## 生平
司马叔璠在东晋官至秘书监、使持节、镇北将军、徐兖二州刺史，封淮南王。桓玄之乱时，司马叔璠和哥哥司马国璠北逃到南燕慕容超那里。太上二年二月甲戌（406年4月2日），司马国璠等人攻克弋阳。太上四年（408年）七月，司马叔璠和刘谥、刘怀玉等人从蕃城进攻东晋的邹山，鲁郡太守徐邕弃城逃走，车骑长史刘锺将司马叔璠击退。弘始十二年（410年）六月，司马国璠、司马叔璠、司马叔道一起投奔后秦，姚兴对他们说：“刘裕正在诛杀桓玄，匡复晋朝，诸位为什么而来？”司马国璠等人说：“刘裕和叛乱的歹徒削弱王室，我们宗族中修身有成就的人没有不被杀害的。刘裕正是国家的祸患，更甚于桓玄。我们是逃避而来，不是忠诚于您，而是逃避死亡。”姚兴赞赏这番话，任命司马叔璠出任冠军将军、殿中尚书，并赐给他们住宅。泰常二年，刘裕消灭姚泓，九月癸酉（417年9月30日），司马叔璠等人归附北魏。司马叔璠在北魏官至安远将军，封丹杨侯，死后，朝廷赠予平西将军、雍州刺史，谥号简公。

## 家庭

### 祖父
- 司马钦，东晋右卫将军、散骑常侍、中护军、使持节、侍中、太尉公、河间王，赠车骑大将军、仪同三司、谥号武王[2]

### 父亲
- 司马昙之，东晋侍中、左卫将军、河间王，赠使持节、镇西将军、荆州刺史，谥号景王[2]

### 兄弟
- 司马国璠，北魏淮南公

### 子女
- 司马灵寿，北魏冠军将军、辽西郡太守、温县靖侯
- 司马道寿，北魏宁朔将军、宜阳子

## 延伸阅读
[在维基数据编辑]
 《魏書·卷37》，出自魏收《魏书》